# Cloropreno
Cloropreno es el nombre común del compuesto orgánico 2-clorobuta-1,3-dieno, de fórmula molecular C4H5Cl. Es un cloroalqueno lineal de cuatro carbonos, con dos dobles enlaces en los extremos de la cadena carbonada y un átomo de cloro unido al carbono 2.

## Propiedades físicas y químicas
A temperatura ambiente, el cloropreno es un líquido incoloro con un olor penetrante a éter.
Su punto de ebullición es 59,4 °C y su punto de fusión -130 °C.
Tiene una densidad algo inferior a la del agua, ρ = 0,958 g/cm³ y en estado gaseoso su densidad es tres veces mayor que la del aire.
El valor del logaritmo de su coeficiente de reparto, logP ≃ 2,2, indica que es más soluble en disolventes apolares que en disolventes polares. 
Es miscible en éter dietílico, acetona y benceno, y solo ligeramente soluble en agua.

## Síntesis
Hasta la década de 1960, el cloropreno se producía mediante la llamada «síntesis acetilénica». 
En este proceso, el acetileno se dimeriza para dar vinilacetileno, que luego se combina con cloruro de hidrógeno para proporcionar 4-clorobuta-1,2-dieno, el cual, en presencia de cloruro de cobre (I), se reorganiza a 2-clorobuta-1,3-dieno:

Esta síntesis tiene algunas desventajas, como el alto consumo energético y la gran inversión inicial necesaria.
La síntesis moderna del cloropreno por parte de todos los fabricantes usa el butadieno de forma diferente. Un átomo de cloro se adiciona a buta-1,3-dieno dando 3,4-diclorobut-1-eno. Posteriormente se elimina un átomo de hidrógeno de la posición 3 y otro de cloro de la 4 como HCl y se forma un doble enlace entre los carbonos 3 y 4 de la molécula, obteniéndose cloropreno.

## Usos y aplicaciones
El cloropreno se usa como monómero en la producción del policloropreno, un caucho sintético. El policloropreno se conoce también como neopreno, la marca comercial con la que DuPont lo desarrolló y lo comercializa actualmente.
Debido a sus propiedades de alta resisitividad mecánica, resistividad ante la intemperie y ante los agentes químicos, el cloropreno se emplea para fabricar amortiguadores expuestos al sol, fabricar y/o revestir tuberías destinadas a transportar productos químicos que desgasten la tubería, y revestir cables eléctricos.

## Precauciones
El cloropreno es un compuesto muy inflamable que tiene su punto de inflamabilidad a 11 °C. Al arder puede desprender humos tóxicos conteniendo cloruro de hidrógeno, monóxido de carbono y fosgeno.
Su temperatura de autoignición se alcanza a los 455 °C.